# Vounochóri
Vounochóri (Vounochori) är en ort i Grekland.   Den ligger i prefekturen Nomós Kaválas och regionen Östra Makedonien och Thrakien, i den nordöstra delen av landet, 300 km norr om huvudstaden Aten. Vounochóri ligger 825 meter över havet och antalet invånare är 106.
Terrängen runt Vounochóri är huvudsakligen kuperad. Vounochóri ligger uppe på en höjd. Runt Vounochóri är det ganska glesbefolkat, med 43 invånare per kvadratkilometer. Närmaste större samhälle är Kavála, 14,8 km söder om Vounochóri. I omgivningarna runt Vounochóri växer i huvudsak blandskog.